# Малыхин, Глеб Геннадьевич
Глеб Геннадьевич Малыхин (род. 3 апреля 1958, Уфа) — советский боксёр и тренер, мастер спорта СССР международного класса по боксу в тяжелом весе.

## Биография
Родился 3 апреля 1958 г. в городе Уфа. Боксом стал заниматься с 1970 г..
В 1975 г. занял третье место на первенстве СССР среди юношей и с 1975 г. по 1990 г. был членом сборных команд России, СССР, «Динамо» СССР, ЦСКА, Вооруженных Сил СССР.
Трехкратный Чемпион СССР среди общества «Динамо» (милиция, внутренние войска, пограничные войска,КГБ).
С 1985 г. по 1990 г. жил в Германии, работал со сборной командой ГДР (старший тренер Фриц Здунек (тренер братьев Кличко)). Помогал в подготовке и был спарринг-партнёром Улли Кадена (чемпион Европы), Свен Ланге (чемпион Европы), Хенри Маске (чемпион Европы 1987, 1989 гг., чемпион Олимпийских игр 1988 г.).
Окончил экономический факультет Ростовского педагогического университета.
Глеб Малыхин занимался не только боксом. Во время прохождения срочной службы с 1976 г. по 1978 гг. в спецназе внутренних войск СССР (которые с 1988 г. называются краповые береты) был чемпионом полка по самбо в тяжёлом весе.
С 1991г, после окончания спортивной карьеры в боксе, занимался кикбоксинг, муайтай, рукопашным боем. Помогал в подготовке и был спарринг-партнёром у чемпиона мира по кикбоксингу среди любителей и профессионалов — Андрея Купина, чемпиона мира по кикбоксингу — Александра Гукова, чемпиона мира по кикбоксингу — Илье Варова, чемпиона мира среди любителей и профессионалов кикбоксингу — Анатолия Носырева. Подготовил победителя регионального турнира ММА — Максима Стадникова.
Работал старшим тренером по боксу в Ростовском Юридическом Институте.
В 2013 г. работал тренером по боксу и кикбоксингу в клубе «Fight Factory Gym» (Нью-Йорк), США)

## Достижения
Призёр Абсолютного Чемпионата СССР 1982 г., финалист Абсолютного Чемпионата СССР 1983 г., Чемпион СССР в весе до 91 кг.
Участвовал в одиннадцати международных турнирах, в каждом из которых без медалей ни разу не оставался.
В 2003 г. был спарринг-партнёром Султана Ибрагимова (чемпион мира по версии WBO).
Имеет квалификацию судьи республиканской категории Российской Федерации по боксу и кикбоксингу (федерация WAKO).
Тренеры — ЗТР Школьников Е. А., Акопян Р. А. , Андронов А., Ульянич В. П.
Тренирует и подготавливает спортсменов по сей день.